# NGC 6305
NGC 6305 ist eine 12,2 mag helle, elliptische Galaxie vom Hubble-Typ E/SB0 im Sternbild Altar am Südsternhimmel. Sie ist schätzungsweise 115 Millionen Lichtjahre von der Milchstraße entfernt und hat einen Durchmesser von etwa 45.000 Lichtjahren.
Das Objekt wurde am 5. Juli 1836 von John Herschel mit einem 18-Zoll-Spiegelteleskop entdeckt, der dabei „vF, vS, R, glbM, 12 arcseconds“ notierte.